# Cnemidaster nudus
Cnemidaster nudus är en sjöstjärneart som först beskrevs av Ludwig 1905.  Cnemidaster nudus ingår i släktet Cnemidaster och familjen Zoroasteridae. Inga underarter finns listade i Catalogue of Life.